# Elecciones municipales de Andahuaylas de 1986
Las elecciones municipales de Andahuaylas de 1986 se llevaron a cabo el 9 de noviembre de 1986 para elegir al alcalde y al Concejo Provincial de Andahuaylas para el periodo 1987-1989. La elección se celebró simultáneamente con elecciones municipales en todo el país.

## Sistema electoral
La Municipalidad Provincial de Andahuaylas es el órgano administrativo y de gobierno de la provincia de Andahuaylas. Está compuesta por el alcalde y el Concejo Provincial.
La votación del alcalde y el concejo se realiza en base al sufragio universal, que comprende a todos los ciudadanos nacionales mayores de dieciocho años, empadronados y residentes en la provincia de Andahuaylas y en pleno goce de sus derechos políticos, así como a los ciudadanos no nacionales residentes y empadronados en la provincia de Andahuaylas.
El Concejo Provincial de Andahuaylas está compuesto por 19 regidores elegidos por sufragio directo para un período de tres (3) años, en forma conjunta con la elección del alcalde (quien lo preside). La votación es por lista cerrada y bloqueada. Se asigna a la lista ganadora los escaños según el método d'Hondt o la mitad más uno, lo que más le favorezca.

## Composición del Concejo Provincial de Andahuaylas
La siguiente tabla muestra la composición del Concejo Provincial de Andahuaylas antes de las elecciones.
| Partidos | Partidos                | Regidores |
| -------- | ----------------------- | --------- |
|          | Acción Popular          | 11        |
|          | Partido Aprista Peruano | 5         |
|          | Izquierda Unida         | 3         |

## Partidos y candidatos
A continuación se muestra una lista de los principales partidos y alianzas electorales que participaron en las elecciones:
| Candidatura | Candidatura | Partidos y alianzas | Candidatos | Candidatos               | Ideología                                               | Resultado previo | Resultado previo | Ref. |
| Candidatura | Candidatura | Partidos y alianzas | Candidatos | Candidatos               | Ideología                                               | Votos (%)        | Reg.             | Ref. |
| ----------- | ----------- | --- | ---------- | ------------------------ | ------------------------------------------------------- | ---------------- | ---------------- | ---- |
|             | APRA        | Lista - Partido Aprista Peruano (APRA) |            | Germán Necochea Osorio   | Aprismo                                                 | 36.35%           | 5                |      |
|             | IU          | Lista - Izquierda Unida (IU) – Unión de Izquierda Revolucionaria (UNIR) – Unidad Democrático Popular (UDP) – Partido Socialista Revolucionario (PSR) – Partido Comunista Revolucionario (PCR) – Partido Comunista Peruano (PCP) – Frente Obrero Campesino Estudiantil y Popular (FOCEP) |            | Roberto Tello Palomino   | Marxismo-leninismo Mariateguismo Socialismo democrático | 21.30%           | 3                |      |
|             | IND         | Lista - Lista Independiente N° 3 |            | Camilo Abuhadba Abedrado | Localismo andahuaylino                                  | Nuevo            | Nuevo            |      |

## Resultados

### Sumario general
|                        |                                |              |              |              |           |           |
| Partidos y coaliciones | Partidos y coaliciones         | Voto popular | Voto popular | Voto popular | Regidores | Regidores |
| Partidos y coaliciones | Partidos y coaliciones         | Votos        | %            | ±pp          | Total     | +/−       |
|                        | Partido Aprista Peruano (APRA) | 10,023       | 57.90        | +21.55       | 12        | +7        |
|                        | Izquierda Unida (IU)           | 5,789        | 33.44        | +12.14       | 6         | +3        |
|                        | Lista Independiente N° 3       | 1,500        | 8.66         | n/a          | 1         | +1        |
|                        |                                |              |              |              |           |           |
| Total                  | Total                          | 17,312       |              |              | 19        | ±0        |
|                        |                                |              |              |              |           |           |
| Votos válidos          | Votos válidos                  | 17,312       | 52.54        | +9.29        |           |           |
| Votos en blanco        | Votos en blanco                | 4,031        | 12.23        | –4.84        |           |           |
| Votos nulos            | Votos nulos                    | 11,606       | 35.22        | –4.46        |           |           |
| Votos emitidos         | Votos emitidos                 | 32,949       | 73.71        | +10.18       |           |           |
| Abstenciones           | Abstenciones                   | 11,753       | 26.29        | –10.18       |           |           |
| Votantes registrados   | Votantes registrados           | 44,702       |              |              |           |           |
|                        |                                |              |              |              |           |           |
| Fuente:                |                                |              |              |              |           |           |

## Elecciones municipales distritales

### Resultados por distrito
La siguiente tabla enumera el control de los distritos de la provincia de Andahuaylas. El cambio de mando de una organización política se resalta del color de ese partido.
| Distrito              | Alcalde(sa) titular                                         | Partido político                                            | Partido político                                            | Alcalde(sa) electo(a)       | Partido político | Partido político        |
| --------------------- | ----------------------------------------------------------- | ----------------------------------------------------------- | ----------------------------------------------------------- | --------------------------- | ---------------- | ----------------------- |
| Andarapa              | Claudio Aparco Borda                                        |                                                             | Acción Popular                                              | Julián Limachi Jara         |                  | Partido Aprista Peruano |
| Chiara                | Félix Cabezas Albites                                       |                                                             | Partido Aprista Peruano                                     | Marcial Alvites Chipana     |                  | Partido Aprista Peruano |
| Huancarama            | Silvio Hernández Buitrón                                    |                                                             | Partido Popular Cristiano                                   | Claudio Palomino Meléndez   |                  | Izquierda Unida         |
| Huancaray             | Federico Baldarrago del Solar                               |                                                             | Partido Aprista Peruano                                     | Efraín Rojas Quino          |                  | Partido Aprista Peruano |
| Huayana               | Creación del distrito (Ley N° 23977, 30 de octubre de 1984) | Creación del distrito (Ley N° 23977, 30 de octubre de 1984) | Creación del distrito (Ley N° 23977, 30 de octubre de 1984) | Víctor Navarro Ccoicca      |                  | Partido Aprista Peruano |
| Kishuará              | Demetrio Pichihua Oyola                                     |                                                             | Acción Popular                                              | Grimaldo Miranda Carrión    |                  | Partido Aprista Peruano |
| Pacobamba             | Saturnino Ccoñas Huamán                                     |                                                             | Partido Aprista Peruano                                     | Artemio Palomino Sánchez    |                  | Partido Aprista Peruano |
| Pacucha               | Máximo Ludeña Pacheco                                       |                                                             | Izquierda Unida                                             | Emiliano Urrutia Guizado    |                  | Partido Aprista Peruano |
| Pampachiri            | Melania Molina Pacheco                                      |                                                             | Acción Popular                                              | Edgar Hernández Centeno     |                  | Izquierda Unida         |
| Pomacocha             | Jorge Ccaccya Ccopa                                         |                                                             | Acción Popular                                              | Remigio Antay Huayhuas      |                  | Partido Aprista Peruano |
| San Antonio de Cachi  | Gumercindo Peceros Cáceres                                  |                                                             | Partido Aprista Peruano                                     | Efraín Cabezas Martínez     |                  | Partido Aprista Peruano |
| San Jerónimo          | Óscar Gonzales Valdivia                                     |                                                             | Izquierda Unida                                             | Glicerio Reynaga Altamirano |                  | Partido Aprista Peruano |
| Santa María de Chicmo | Aparicio Mariño Cáceres                                     |                                                             | Partido Aprista Peruano                                     | Víctor Guizado Talavera     |                  | Izquierda Unida         |
| Talavera              | Julio Cárdenas Peñaloza                                     |                                                             | Izquierda Unida                                             | Félix Campos Ortiz          |                  | Partido Aprista Peruano |
| Tumay Huaraca         | Teófilo Taipe Astoquillca                                   |                                                             | Acción Popular                                              | Pío Salazar Quispe          |                  | Partido Aprista Peruano |
| Turpo                 | Jorge Herbas Maucaylle                                      |                                                             | Acción Popular                                              | Antonio Quispe Huamán       |                  | Partido Aprista Peruano |